# Evaporador de película ascendente

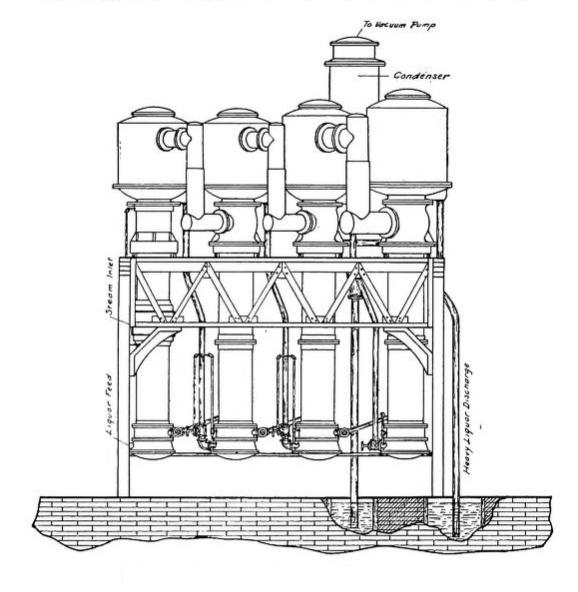
Evaporador de película ascendente Kestner

Un evaporador de película ascendente consta de una calandria de tubos dentro de una carcasa, la bancada de tubos es más larga que en el resto de evaporadores (10-15 m). El producto utilizado debe ser de baja viscosidad debido a que el movimiento ascendente es natural. Los tubos se calientan con el vapor existente en el exterior de tal forma que el líquido asciende por el interior de los tubos, debido al arrastre que ejerce el vapor formado. El movimiento de dichos vapores genera una película que se mueve rápidamente hacia arriba.
Al igual que en otros evaporadores, el líquido concentrado puede realimentarse (problema porque su viscosidad habrá aumentado) o extraerse como producto final.

## Aplicaciones
Existe una amplia gama de aplicaciones para los evaporadores de tubo ascendente, incluido el tratamiento de efluentes, la producción de polímeros, la producción de alimentos, la desalinización térmica, los productos farmacéuticos y la recuperación de disolventes. En términos de aplicaciones dentro de estas industrias, los evaporadores de tubo ascendente se utilizan principalmente como rehervidores para columnas de destilación, o como preconcentradores o evaporadores flash o precalentadores diseñados para eliminar los componentes volátiles antes de la destilación.
Una aplicación específica de los evaporadores de tubo ascendente es la desalinización térmica del agua de mar. El agua de mar se bombea a los largos tubos del evaporador mientras el medio de calentamiento (generalmente vapor) la calienta. A medida que se forma vapor dentro de los tubos, éste fluye hacia arriba. Esta evaporación se produce en condiciones de vacío que permiten el uso de temperaturas más bajas.
Concentración de jugos y procesamiento de alimentos: la industria alimentaria requiere la manipulación de productos delicados sensibles a las altas temperaturas durante largos períodos de tiempo. Los evaporadores de película ascendente pueden funcionar con suficiente rapidez y eficiencia para evitar tener que exponer el producto a altas temperaturas que puedan dañar o socavar su calidad. Por lo tanto, son adecuados para ser utilizados como concentradores de jugos, leche y otros productos lácteos, que son productos que requieren una manipulación delicada en la industria alimentaria. 